# Эндер, Эрвин Йозеф
Э́рвин Йо́зеф Э́ндер (нем. Erwin Josef Ender; 7 сентября 1937, Kamienna, Lower Silesian Voivodeship, Нижнесилезское воеводство — 19 декабря 2022, Рим) — немецкий прелат и ватиканский дипломат. Титулярный архиепископ Германии Нимидийской с 15 марта 1990. Апостольский про-нунций в Судане и апостольский делегат в Сомали с 15 марта 1990 по 9 июля 1997. Апостольский нунций в Эстонии, Латвии и Литве с 9 июля 1997 по 19 мая 2001. Апостольский администратор Эстонии с 9 августа 1997 по 19 мая 2001. Апостольский нунций в Чехии с 19 мая 2001 по 25 ноября 2003. Апостольский нунций в Германии с 25 ноября 2003 по 15 октября 2007.

## Биография
Эрвин Эндер родился 7 сентября 1937 года в немецкой семье в Силезии. После II Мировой войны семья Эрвина Эндера переселилась в Германию.
10 октября 1965 года был рукоположён в священника кардиналом Юлиусом Дёпфнером. C 1976 года обучался в Папской Церковной академии.
С 1970—1990 гг. работал в Ватиканском государственном секретариате.
5 апреля 1990 года Римский папа Иоанн Павел II назначил Эрвина Эндера титулярным архиепископом Германии Нимидийской и апостольским нунцием в Судане, где он проработал с 1990—1992 гг. С 199о по 1997 гг. работал апостольским делегатом в Сомали.
В 1997 году был назначен апостольским нунцием в Латвии, Литве и Эстонии. 9 августа 1997 года Святой Престол назначил Эрвина Эндера апостольским администратором Апостольской администратуры Эстонии.
19 мая 2001 года был назначен апостольским нунцием в Чехии. С 2003 по 2007 гг. работал апостольским нунцием в Германии.
В 2007 году ушёл в отставку.
Умер 19 декабря 2022 года.